# 深圳灣公園

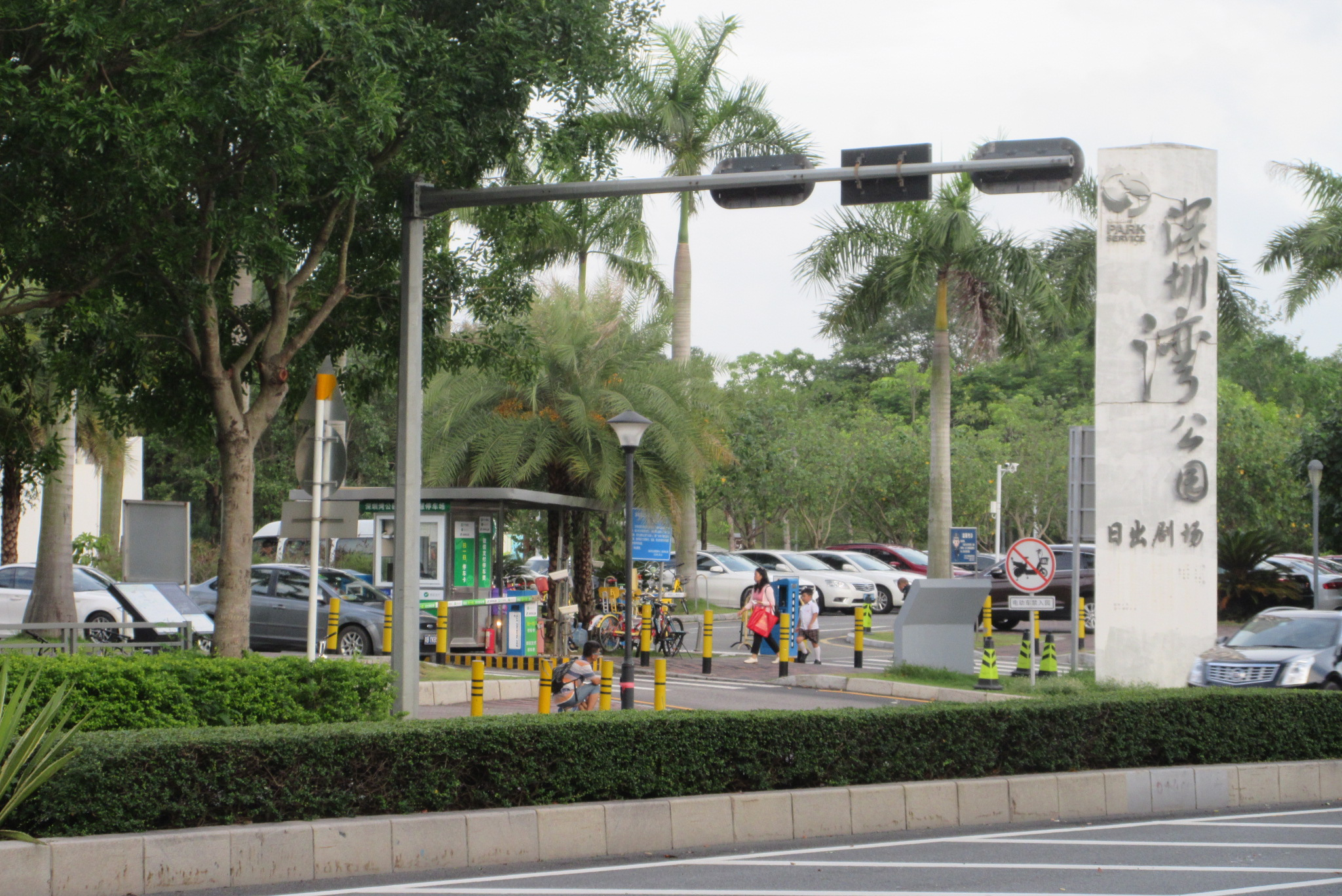
深圳湾公园望海路

深圳灣公園是位于中國廣東深圳的一個海濱城市公園，位處深圳灣北岸，深圳南部13公里長沿海開發區，西近望海路深圳灣大橋西至紅樹林自然保護區。跨越南山區福田區大部分海岸線。沿濱海大道延伸，佔地面積108.07公頃（267.0518英畝），東部主要用地是建設濱海大道時的填海地，而西部亦是在香港回歸後重新劃定海界後在21世紀初后海灣填海形成的填海地。
公園分濱海休閒帶、生態公園兩段。瀕危鳥類棲息，以紅樹林聞名。
2011年8月6日，深圳舉行2011年夏季大運會前，公園全部開放。紅樹林生態園於2000年12月初開放，公園有單車徑、野餐區，亦有單車檔提供單車租賃服務。公園遠眺香港新界元朗區，在灣畔不少地方可看到天水圍及深圳灣大橋，其中一段更在深圳灣大橋下。

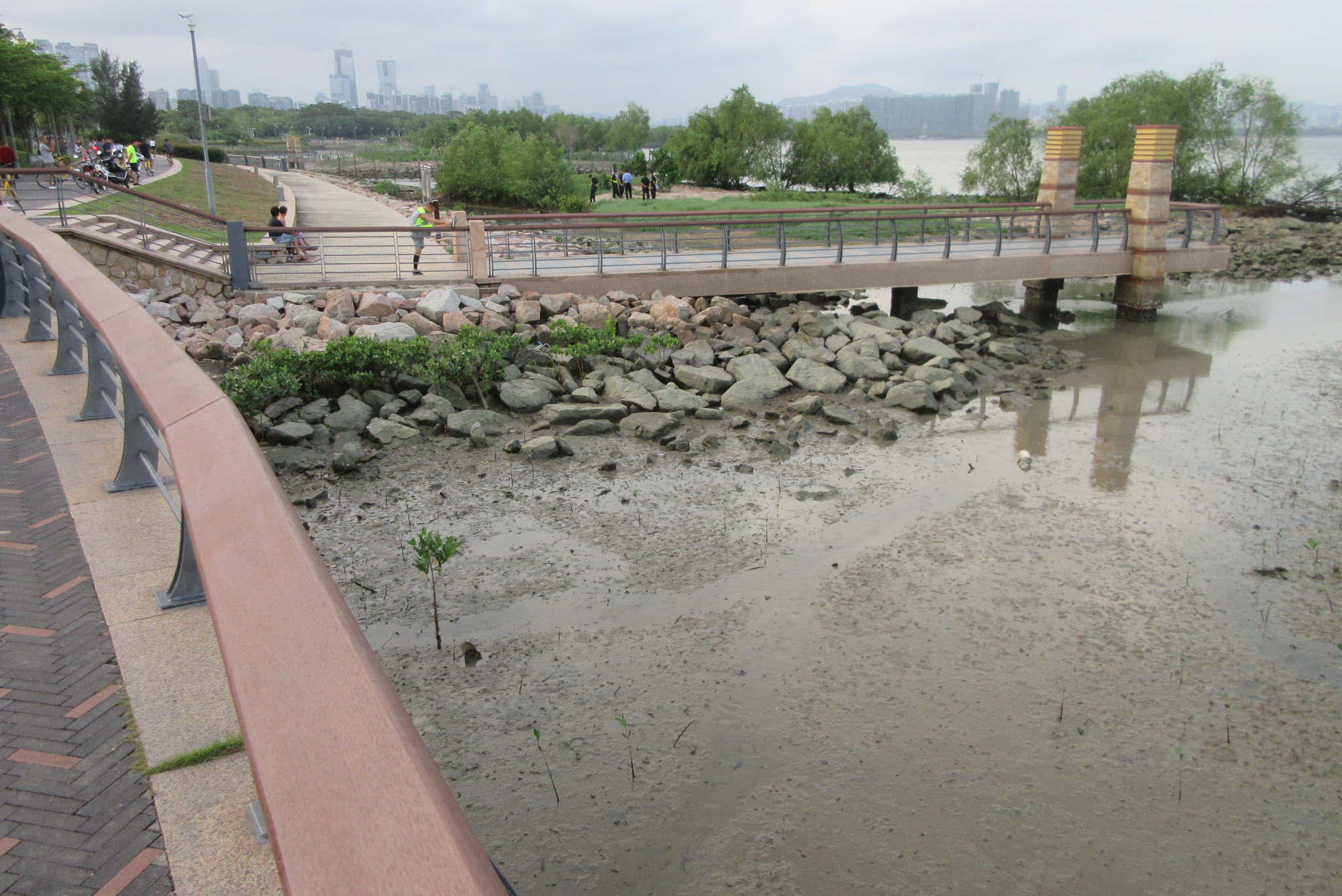
深圳湾公园海边景观

## 交通
- 深圳地鐵
  - █9号线: 深圳湾公园站、 深湾站
  - █9号线█11号线: 紅樹灣南站
  - █13号线: 深圳湾口岸站

## 鄰近建築
- 香港大学深圳医院
- 歡樂海岸
- 深圳人才公園
- 中國華潤大廈
- 深圳灣口岸
- 深圳灣大橋